# Michel Hervé
Michel Hervé (ur. 29 czerwca 1945 w Parthenay) – francuski polityk, samorządowiec i przedsiębiorca, wieloletni mer Parthenay, parlamentarzysta krajowy, poseł do Parlamentu Europejskiego III kadencji.

## Życiorys
Z wykształcenia inżynier, ukończył studia w IFRI (Francuskim Instytucie Mrożenia Przemysłowego). Od 1994 do 1997 zatrudniony jako profesor nadzwyczajny  na  Université Paris-VIII. Pracował jako dyrektor i menedżer w przedsiębiorstwach, m.in. ONEX, TAT i utworzonym przez siebie w 1972 Hervé Thermique. Kierował też organizacją zajmującą się pomocą innowatorom oraz był szefem firmy inwestycyjnej IDPC. Opublikował także książkę pt. De la pyramide aux réseaux. Założył własny holding Groupe Hervé, zatrudniający w XXI wieku ponad 2500 pracowników i działający w różnych branżach, m.in. energetycznej, informatycznej, przemysłowej i doradczej. Jego przedsiębiorstwo, zarządzane w sposób demokratyczny i pozostawiające swobodę menedżerom niższego szczebla stało się przedmiotem badań naukowych socjologa Xaviera Argentona.
Związał się z Partią Socjalistyczną. W latach 1979–2001 pozostawał merem Parthenay i szefem rady dystryktu. Od 1986 do 1988 był posłem do Zgromadzenia Narodowego VIII kadencji z departamentu Deux-Sèvres, od 1986 do 1988 również radnym regionu administracyjnego Poitou-Charentes. Został wiceprezydentem FNESR (zrzeszenia parlamentarzystów Partii Socjalistycznej) oraz zastępcą skarbnika Stowarzyszenia Merów Francuskich. W 1991 objął kierownictwo nad krajową agencją rozwoju przedsiębiorczości.
W 1989 kandydował bezskutecznie do Parlamentu Europejskiego, mandat zdobył 26 listopada 1989 w miejsce Claude'a Allègre. Przystąpił do grupy socjalistów, należał m.in. do Komisji ds. Energii, Badań Naukowych i Technologii oraz Delegacji ds. stosunków z Japonią. W 1989 zainicjował powstanie grupy wspierającej Tybet w Europarlamencie.

## Odznaczenia
Odznaczony m.in. Orderem Narodowym Zasługi i Orderem Palm Akademickich.